# Ali Ahraoui
Ali Ahraoui (* 15. Februar 1979 in Wiesbaden) ist ein ehemaliger deutscher Boxer.

## Amateurkarriere
Ali Ahraoui trainierte in Wiesbaden-Kohlheck und kam 1997 zum CSC Frankfurt.
1997/98 erkämpfte sich die Mannschaft den Aufstieg von der Oberliga in die 2. Bundesliga, wobei Ali Ahraoui als Bester Boxer der Saison ausgezeichnet wurde. Ab 1999 boxte er mit dem CSC Frankfurt in der 1. Bundesliga. Nach dem Ausscheiden von Frankfurt aus dem Ligabetrieb boxte er für den BC Velbert in der höchsten Klasse und wurde 2003 sowie 2004 Deutscher Mannschaftsmeister.
Sein größter Erfolg im Nachwuchsbereich war der Gewinn der Silbermedaille im Leichtgewicht bei der Junioren-Europameisterschaft 1997 in Birmingham. Bei den Erwachsenen wurde er 1997, 2000, 2001 und 2003 jeweils Landesmeister von Hessen, sowie 1997 und 2000 auch Deutscher Meister im Halbweltergewicht. 1999 und 2002 wurde er jeweils Deutscher Vizemeister.
Sein größter Erfolg war der Gewinn einer Bronzemedaille im Halbweltergewicht bei der Weltmeisterschaft 1999 in Houston, nachdem er erst im Halbfinale gegen Willy Blain ausgeschieden war. Im April 2002 gewann er nach einer Finalniederlage gegen Ionuț Dan Ion die Silbermedaille beim Golden Belt Tournament in Rumänien und im Juni 2002 mit Siegen gegen Willy Blain und Jarrod Fletcher die Goldmedaille beim Four Nations Tournament in Frankreich. Im März 2003 besiegte er in einem Länderkampf den Kubaner Emilio Correa und gewann noch im selben Jahr auch den Chemiepokal von Halle (Saale), nachdem er Aydin Gassanow, Nurschan Karimschanow und Brunet Zamora geschlagen hatte.
Darüber hinaus war er Teilnehmer der Europameisterschaften 1998 in Minsk und 2002 in Perm, sowie der Weltmeisterschaft 2001 in Belfast.

## Profikarriere
2004 wurde er vom Hamburger Boxstall Spotlight Boxing unter Vertrag genommen und gewann sechs Aufbaukämpfe, darunter einen gegen Tibor Rafael. Im April 2005 boxte er ein Unentschieden gegen den Franzosen Mounir Guebbas und verlor den Rückkampf im Juni 2005 durch Technischen Knockout (TKO) in Runde 5. Daraufhin beendete Spotlight die Zusammenarbeit.
Er gewann zwar noch sieben weitere Kämpfe, verlor jedoch im Oktober 2011 durch TKO in der vierten Runde gegen den Niederländer Hassan Ait Bassou und beendete daraufhin seine Karriere.

## Sonstiges
Ahraoui ließ sich zum lizenzierten Individualtrainer, Ernährungsberater sowie Personenschützer ausbilden. Nachdem er bereits in verschiedenen Fitness- und Kampfsportstudios im Rhein-Main-Gebiet gearbeitet und den Trainerschein als Boxlehrer erworben hatte, eröffnete er 2015 den Professional Boxing Club in Wiesbaden-Bierstadt.